# Комісія з вивчення наслідків атомного бомбардування
34°22′59″ пн. ш. 132°28′22″ сх. д. / 34.38305556° пн. ш. 132.47277778° сх. д.
Комісія з вивчення наслідків атомного бомбардування (англ. Atomic Bomb Casualty Commission, ABCC, яп. 原爆傷害調査委員会, Genbakushōgaichōsaiinkai) була комісією, створеною в 1946 році відповідно до президентського розпорядження Гаррі Трумена для Національної академії наук США–Національної дослідницької ради з метою проведення досліджень віддалених наслідків опромінення серед вцілілих після атомного бомбардування у Хіросімі та Нагасакі. Оскільки комісія була створена виключно для наукових досліджень, а не для надання медичної допомоги, і значно фінансувалася США, ABCC зазвичай викликала недовіру серед більшості вцілілих та японців загалом. Вона працювала майже тридцять років до свого розпуску у 1975 році.

## Історія
Комісія з вивчення наслідків атомного бомбардування (ABCC) була створена після атак США на Хіросіму та Нагасакі 6 та 9 серпня 1945 року. ABCC спочатку розпочала роботу як Спільна комісія. Метою ABCC було отримати первинну технічну інформацію та підготувати звіт, щоб показати можливості для довгострокового вивчення наслідків атомного бомбардування. У 1946 році Льюїс Від, голова Національної дослідницької ради, зібрав групу вчених, які погодилися, що «детальне та довгострокове дослідження біологічних та медичних наслідків для людини» є «надзвичайно важливим для США та людства в цілому.» Президент Гаррі Трумен наказав створити ABCC 26 листопада 1946 року. Ключовими членами ABCC були Льюїс Від, лікарі Національної дослідницької ради Остін М. Брюес та Пол Геншоу, а також представники армії Мелвін А. Блок і Джеймс В. Ніл, який також мав ступінь доктора медицини та Ph.D. з генетики. П'ятим членом команди був Фредрік Ульріх з Naval Medical Research Center, призначений Національною дослідницькою радою за рекомендацією Офісу головного хірурга.

## Робота Комісії з вивчення наслідків атомного бомбардування
ABCC прибули до Японії 24 листопада 1946 року та ознайомилися з процедурами японської армії. Вони відвідали Хіросіму та Нагасакі, щоб оцінити виконувану роботу. Було виявлено, що японці мали добре організовану медичну групу під егідою Японської національної дослідницької ради, яка проводила дослідження як негайних, так і відстрочених ушкоджень атомної бомби у вцілілих. Визначити точну кількість загиблих у двох бомбардуваннях практично неможливо, оскільки в обох містах перебували люди, які евакуювались через воєнний час. Хіросіма очікувала бомбардування, оскільки це був важливий військовий центр постачання, тож багато людей залишили місто. Також були люди з околиць, які час від часу прибували до міста для роботи. Роберт Голмс, директор ABCC з 1954 по 1957 рік, зазначав, що «[вцілілі] — найважливіші живі люди».
ABCC також користувалася результатами роботи китайських науковців, які вже вивчали вцілілих до прибуття ABCC у Японію, тому була інформація як від американських, так і від китайських чиновників. Масао Цудзукі був провідним японським експертом з біологічних ефектів радіації. Він зазначав чотири причини травм у бомбованих містах: тепло, вибух, первинне випромінювання та радіоактивний токсичний газ. У звіті, опублікованому Цудзукі, він відповів на запитання: «Що робить сильна радіоактивна енергія з людським тілом?» Його відповідь була: «пошкодження крові, потім гемопоетичних органів, таких як кістковий мозок, селезінка та лімфатичні вузли. Усі вони серйозно пошкоджені або зруйновані. Легені, кишечник, печінка, нирки тощо зазнають впливу, і їхні функції порушуються.» Пошкодження оцінювали за ступенем тяжкості. Люди з тяжкими ушкодженнями перебували в радіусі 1 км від епіцентру. Вони зазвичай помирали протягом кількох днів, деякі виживали до двох тижнів. Помірні ушкодження були у тих, хто жив на відстані 1–2 км від епіцентру, і ці люди виживали 2–6 тижнів. Люди, що перебували на відстані 2–4 км, зазнавали легких ушкоджень, які не призводили до смерті, але могли спричиняти проблеми зі здоров'ям протягом кількох місяців після опромінення.

## Розширення ABCC
ABCC швидко розширилася у 1948 та 1949 роках. Кількість персоналу зросла вчетверо всього за один рік. До 1951 року загальна чисельність становила 1063 працівники — 143 союзників та 920 японців. Можливо, найважливішим дослідженням, проведеним ABCC, було дослідження генетики, яке зосереджувалося на невизначеностях щодо можливих довгострокових наслідків іонізуючого випромінювання у вагітних жінок та їх ненароджених дітей. Дослідження не виявило доказів широкомасштабного генетичного пошкодження. Проте було зафіксовано підвищену частоту мікроцефалія та розумової відсталості у дітей, які під час вагітності найбільш близько піддавалися впливу випромінювання від бомб. Генетичний проект вивчав вплив радіації на вцілілих та їхніх дітей. Цей проект виявився найбільшим та найінтерактивнішим серед програм ABCC. У 1957 році Японія прийняла Закон про допомогу вцілілим після атомного бомбардування, який надавав право на два медичні огляди на рік. Японський термін для вцілілих після атомних бомб — хібакуся. Право на медичну допомогу мали особи, що перебували за кілька кілометрів від епіцентрів під час бомбардувань; ті, хто перебував у межах 2 км від епіцентрів протягом двох тижнів після бомбардувань; ті, хто піддався радіації від опадів, та діти, що перебували в утробі матерів, які підпадали під будь-яку з інших категорій.

### Переваги та недоліки ABCC
ABCC мала як переваги, так і недоліки. Недоліки: вони часто ігнорували потреби японців у дрібницях. Підлога в кімнаті очікування для матерів та дітей була з полірованого лінолеуму, і жінки в дерев'яних клоги часто ковзалися та падали. Таблички та журнали у кімнатах очікування були англійською мовою. ABCC фактично не надавала лікування вцілілим, яких вони досліджували, а лише спостерігала їх протягом тривалого часу. Людей викликали на обстеження у робочі години будніх днів, через що вони втрачали день зарплати, і компенсація вцілілим була мінімальною.
ABCC проводила медичні огляди хібакаші та розтини померлих, а також збирала величезну кількість зразків крові та сечі. Проте жодного лікування не проводила, хоча саме лікування хотіли отримати вцілілі. Це призводило до критики, що їх використовували як лабораторних мишей, навіть після закінчення війни.
Переваги: ABCC надавала людям цінну медичну інформацію. Немовлята проходили обстеження при народженні та повторно у 9 місяців, що в той час було рідкістю. Медичні огляди здорових немовлят були майже не практикувалися. Дорослі також отримували користь від частих медичних оглядів.

## ABCC стає RERF
У 1951 році Комісія з атомної енергії (AEC) планувала припинити фінансування роботи ABCC у Японії. Проте James V. Neel звернувся з проханням, і AEC вирішила фінансувати їх на $20,000 на рік протягом трьох років для продовження досліджень. У 1956 році Ніл та William J. Schull опублікували фінальний проект монографії The Effect of Exposure to the Atomic Bombs on Pregnancy Termination in Hiroshima and Nagasaki. У цьому дослідженні детально описані всі зібрані дані. Незважаючи на їхні зусилля, довіра до ABCC падала, тому ABCC перетворилася на Radiation Effects Research Foundation (RERF), а з новою назвою та адміністративною структурою фінансування досліджень вцілілих стало забезпечуватися спільно США та Японією. RERF була заснована 1 квітня 1975 року. Це двонаціональна організація, якою керують США та Японія, і вона функціонує до сьогодні.

## Критика та обговорення ABCC
Комісія з вивчення наслідків атомного бомбардування (ABCC, 1946—1975) збирала інформацію про медичні наслідки ядерної бомби для хібакаші, не надаючи жодної медичної допомоги, допомоги чи фінансової компенсації за дослідження, які могли тривати цілий день для вже знедоленої населення. Хоча вона не була частиною окупаційних органів влади, ABCC служила інструментом збору інформації для США. Хоча японські та американські лікарі працювали над проєктом, США врешті-решт забрали всі наукові дані, дослідження, фотографії та зразки (включно з частинами тіл, іноді без згоди родини), більшість яких до сьогодні залишаються в США. Інформація, зібрана лікарями, не дозволялася для публікації або обміну в Японії під час окупації. Це включало медичні звіти та розтини хібакаші. Більшість звітів про гуманітарні наслідки бомбардування були приховані як у США, так і в Японії. Пропаганда також використовувалася для спростування медичних висновків, особливо щодо впливу радіації, у американській пресі. Хоча японські лікарі лікували та збирали дані про пацієнтів, створюючи записи, ці звіти пізніше були вилучені США, заборонені для публікації та залишаються важкодоступними в Національному архіві в Меріленді. Деякі людські зразки та клінічні дослідження зберігалися в США до травня 1973 року, що викликало стрес у родин хібакаші.
Багато хібакаші свідчили про приниження, коли їх змушували залишатися голими протягом годин під час фотографування, зйомок і обстежень, як лабораторних об'єктів ABCC. Вони повинні були терпіти сором від оголення сильної лисини, здавання крові та проведення видалення тканин без будь-якої підтримки. Жертви повідомляли про переслідування ABCC, яка часто викликала їх на обстеження або навіть забирала дітей зі шкіл без згоди батьків (або всупереч їхнім протестам). Години, проведені на обстеженні, створювали додатковий тягар для хібакаші, ускладнюючи їхнє працевлаштування, без фінансової компенсації або навіть харчування, незважаючи на крайню бідність. ABCC також проводила численні розтини, до 500 щорічно, видаляючи тканини та частини тіл, часто без згоди родин, для відправки до США. Ці розтини часто проводилися одразу після смерті, що додавало страждань родинам. Вцілілі зазнавали безперервних переслідувань без будь-якої компенсації, а померлі, включно з дітьми, піддавалися розтинам.

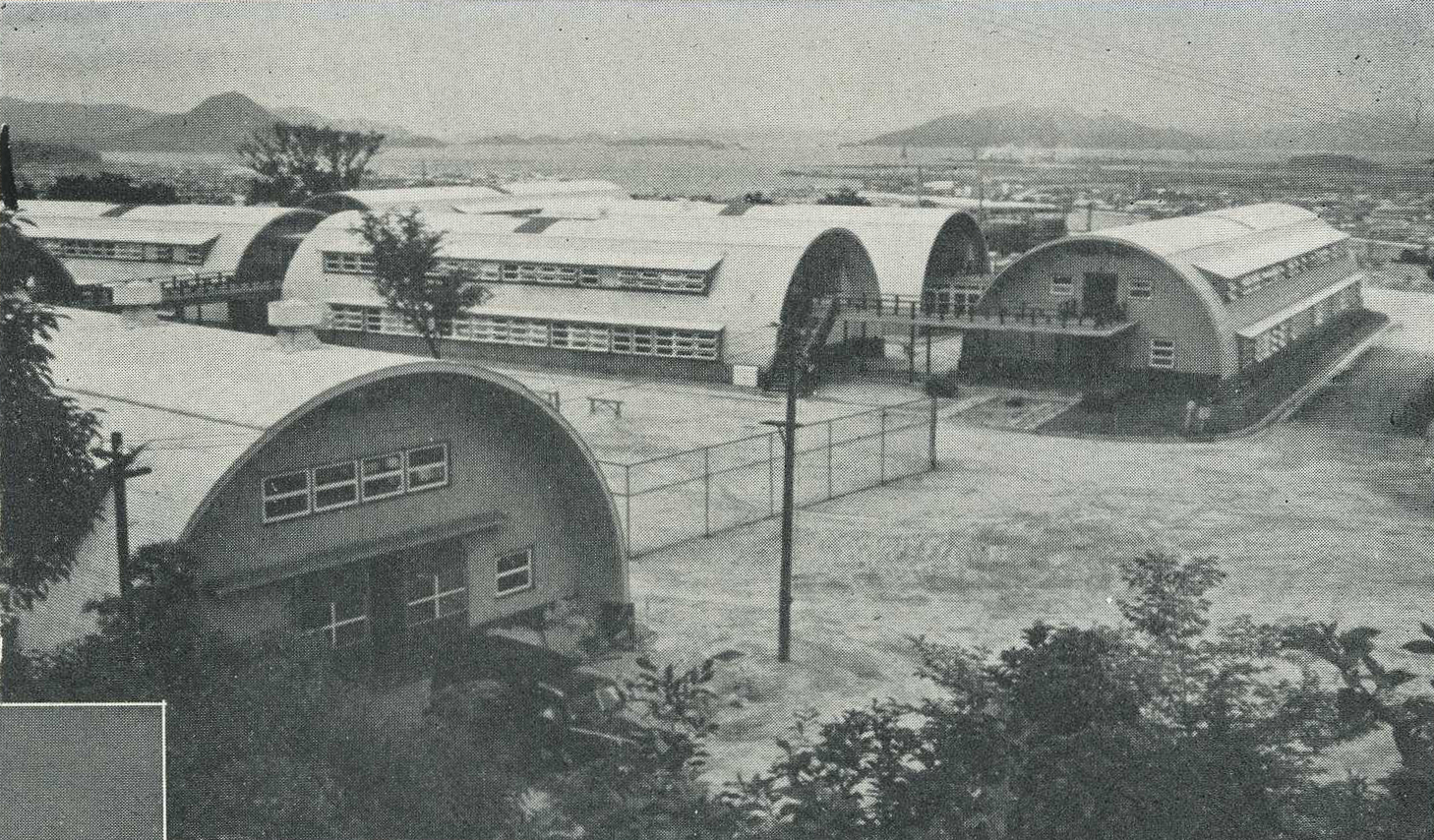
Будівля ABCC, 1955.

Більшість вагітних жінок під час бомбардування пережили викидні, тоді як вцілілі діти страждали від мікроцефалії, серцевих захворювань, тяжкої розумової відсталості та затримки розвитку через високий вплив радіації в утробі. Жінок інформували, що причинами були стрес та недоїдання, змушуючи їх звинувачувати себе. Через цензуру вони дізналися про справжні причини цих аномалій лише пізніше.
Без доступних даних неможливо було зробити висновки, що заважало будь-якій публікації щодо хібакаші. Через цензуру звітів жодна японська особа не могла дізнатися про наслідки впливу радіації, що призводило до смертей тих, хто залишався під впливом радіоактивності. Для померлих хібакаші вилучення органів без згоди порушувало волю родин. Для вцілілих їхні медичні записи — критично важливі для довготривалого підтвердження статусу хібакаші та отримання належної медичної допомоги — часто зникали. До того часу, як медичні звіти стали доступними, для багатьох хібакаші було вже запізно.
Коли хібакаші нарешті отримали медичну допомогу від японського уряду, вони були зобов'язані надати документи для підтвердження свого статусу. Оскільки понад 23 000 одиниць даних, включаючи клінічні звіти, людські рештки та інші матеріали, зберігалися під грифом державної таємниці у Сполучених Штатах до травня 1973 року, багатьом хібакаші було важко підтвердити свій статус.
Схоже на Дослідження сифілісу в Таскігі, це іноді наводиться як приклад медичного втручання, здійсненого переважно з експериментальною метою, а не для догляду за пацієнтами.

### Район Нісіяма в Нагасакі
Комісія Комісії з вивчення наслідків атомного бомбардування (ABCC) також зосередилася на районі Нісіяма  у Нагасакі. Між епіцентром і Нісіяма розташовувалися гори, що перешкоджало прямому потраплянню радіації та тепла від вибуху до Нісіяма, внаслідок чого негайних ушкоджень не було. Однак через осад попелу та дощів радіація все ще була значною. Тому після війни проводилися медичні обстеження без повідомлення місцевого населення про їхню справжню мету. Спочатку ці дослідження в Нісіяма проводилися військами США, але пізніше вони були передані комісії ABCC.
Через кілька місяців після атомних бомбардувань у жителів Нісіяма спостерігалося значне підвищення рівня лейкоцитів. У тварин може розвиватися лейкемія після опромінення всього тіла, тому дослідники хотіли вивчити, що відбувається у людей. Остеосаркома також була діагностована у людей після перорального потрапляння радіоактивних матеріалів. Згідно з доповіддю комісії ABCC, жителі району Нісіяма, які не були безпосередньо уражені атомним вибухом, вважалися ідеальною групою для спостереження за наслідками залишкової радіації.
Сполучені Штати продовжували дослідження залишкової радіації навіть після того, як Японія відновила незалежність, але результати ніколи не були надані жителям Нісіяма. Внаслідок цього жителі продовжували займатися сільським господарством після війни, але кількість пацієнтів із лейкемією зросла, і більше людей померло.
Після атомних бомбардувань японські вчені хотіли проводити дослідження, щоб допомогти вилікувати хібакаші, але SCAP не дозволяв японським дослідникам вивчати ушкодження, завдані атомною бомбою. Особливо до 1946 року правила були суворими, що сприяло збільшенню смертності від опромінення.

### Використання Thorotrast та досліджень ABCC у Хіросімі
Після Другої світової війни Комісія з вивчення наслідків атомного бомбардування (ABCC), створена США у Хіросімі, проводила медичні дослідження за допомогою радіоактивного контрастного агента Thorotrast та подібного агента під назвою Umbra-Tor. У період між 1949 та 1951 роками ці агенти вводилися чоловічим пацієнтам віком від 19 до 71 року у лікарні в Куре, префектура Хіросіма, а рентгенівські знімки потім виконувалися у закладах ABCC.
Thorotrast широко використовувався у світі з 1930-х до 1940-х років. Через його здатність залишатися в організмі протягом тривалого часу та випромінювати радіацію, він був пов'язаний з ризиком внутрішнього опромінення та розвитку раку. В Японії оцінюють, що від 20 000 до 30 000 людей отримали ін'єкції Thorotrast до кінця війни.
У звіті ABCC 1964 року зазначено, що серед 56 осіб, які отримали контрастний агент, дев'ятеро померли до 1961 року, що викликало підозри щодо довгострокових ефектів радіації, хоча прямого зв'язку зі смертю не було встановлено. Серед 23 виживших пацієнтів у 20 залишки агента все ще були в організмі, а у 14 спостерігалися симптоми, такі як фіброз. Це позначило зміну від більш позитивних оцінок Thorotrast на більш обережну позицію.
Хоча Thorotrast не був дозволений до використання у США через питання безпеки, дослідження його ефектів продовжувалися у окупованій Хіросімі. Існують припущення, що дослідницькі дані пізніше були вивезені з Японії за кордон.

### Критика нетерапевтичних досліджень на людях
Сполучені Штати проводили дослідження впливу радіації в Японії. Хібакуша випадковим чином викликали до закладів, що виглядали як лікарні, але замість надання медичної допомоги десятки тисяч виживших використовувалися як об'єкти досліджень Комісією з вивчення наслідків атомного бомбардування (ABCC). Коли медичні працівники виявляли потенційно небезпечні для життя стани серед виживших, ABCC не розкривала цю інформацію і не надавала лікування, обираючи спостереження за перебігом хвороб.
Австралійський історик Пол Гем критикував ставлення ABCC до виживших після атомного бомбардування, порівнюючи його з використанням людей як лабораторних щурів.
У директиві не згадувалося лікування: продовження життя, полегшення болю – не були ні намірами, ні побічними ефектами роботи. Чи виживуть пацієнти – або точніше експонати – було неважливо для статуту іноземних лікарів. Як жили або помирали жертви, чи покращувався чи погіршувався їхній стан; чи страждали вони на рак у віддаленому майбутньому або передали його дітям; такими були питання холодного наукового дослідження. Коротко кажучи, піддані радіації японські цивільні мали служити американськими лабораторними щурами. У цьому, за аргументами майбутніх раціоналістів, полягала користь від скидання бомби на місто: для збору наукових даних про гамма-випромінювання.

## Додаткова література
- The Atomic Bomb Casualty Commission in retrospect, PNAS, by Frank W. Putnam.
- M. Susan Lindee (1994). Suffering Made Real: American Science and the Survivors at Hiroshima. University Of Chicago Press. ISBN 0-226-48237-5.
- Sue Rabbitt Roff (1995). Hotspots: The Legacy of Hiroshima and Nagasaki. Cassell. ISBN 0-304-33438-3.
- White Light/Black Rain: The Destruction of Hiroshima and Nagasaki (2007)
- G.W.Beebe (1979). Reflections on the work of the Atomic Bomb Casualty Commission in Japan